# ذخیره‌گاه طبیعی کرژنتس
ذخیره‌گاه طبیعی کرژنتس (انگلیسی: Kerzhenets Nature Reserve) یک ذخیره‌گاه و منطقه حفاظت شده در استان نیژنی نووگورود کشور روسیه است.